# Viz (videogioco)
Viz, chiamato anche Viz: The Game in copertina e Viz: The Computer Game o Viz: The Soft Floppy One su schermo, è un videogioco tratto dal fumetto britannico Viz, pubblicato nel 1991 per gli home computer Amiga, Amstrad CPC, Atari ST, Commodore 64 e ZX Spectrum e nel 1992 per MS-DOS dalla Virgin Games. Consiste in una gara di corsa a ostacoli con situazioni assurde e l'umorismo trash tipico del fumetto.
Alcune edizioni includevano in omaggio il libro di barzellette Viz Book of Crap Jokes.

## Modalità di gioco
Si partecipa a una gara di corsa sportiva fra tre personaggi del fumetto: Johnny Fartpants caratterizzato da flatulenza superpotente, Buster Gonad dotato di testicoli giganteschi tenuti fuori dai pantaloni, e Biffa Bacon, un attaccabrighe da bar. Il giocatore può selezionare uno dei tre e il computer controlla gli altri due. Ci sono cinque tappe ambientate rispettivamente in campagna, su una strada di città, in un cantiere edile, su una spiaggia e dentro una discoteca. I concorrenti e gli altri personaggi pronunciano alcune frasi comiche in inglese tramite nuvolette, disattivabili su richiesta. Il cronista Roger Mellie commenta la gara con messaggi di testo esterni alla scena.
La corsa avviene con visuale 2,5D a scorrimento orizzontale. I concorrenti si possono spostare in tutte le direzioni, restando sempre rivolti verso destra. Il pulsante di fuoco, premendolo brevemente oppure premendolo a lungo e poi dandogli un colpetto, può attivare due poteri speciali diversi per ogni personaggio, disponibili in quantità limitata.
Lungo i percorsi si devono evitare ostacoli e pericoli di ogni genere, tra cui altri personaggi del fumetto. Ogni concorrente dovrebbe anche cercare di restare nella sua corsia, sebbene spesso sia ostruita, altrimenti può apparire l'arbitro Rodney Rix che gli lancia un mattone.
I concorrenti sono momentaneamente fuori gioco se finiscono contro ostacoli o nei precipizi o fuori dallo schermo. Il giocatore è eliminato se gli succede per tre volte in una tappa, mentre i personaggi del computer possono subire le stesse disgrazie ma non sono mai eliminati. Per poter passare alla tappa successiva il giocatore deve necessariamente arrivare primo, in caso contrario potrà ripetere la stessa tappa con un altro personaggio.
Prima di ogni tappa si affronta un minigioco in solitario, che può essere di due tipi diversi per ciascun personaggio, quasi tutti basati sullo smanettamento (veloce oscillazione del joystick). Il successo nei minigiochi determina il numero di volte che si potranno usare i poteri speciali nella tappa successiva.
Le caratteristiche uniche dei personaggi giocabili sono le seguenti.
- Johnny Fartpants: con la spinta dei peti può fare piccoli salti per scavalcare ostacoli o grandi balzi per guadagnare terreno. Nei minigiochi, con lo smanettamento, si usano i peti per gonfiare più palloncini oppure per saltare più in alto possibile.
- Buster Gonad: rimbalzando sui testicoli può saltare gli ostacoli, oppure appoggiandoli su una carriola può correre temporaneamente più veloce. Nei minigiochi, con lo smanettamento, si usa il peso dei testicoli per stendere più impasti di torte possibile oppure si molleggia sui testicoli per saltare più in alto possibile.
- Biffa Bacon: può prendere a pugni gli ostacoli per liberarsene, oppure diventa temporaneamente furioso e più veloce perché crede che qualcuno gli ha rovesciato la birra. Nei minigiochi deve bere più birre possibile con lo smanettamento, oppure deve colpire mattoni che gli volano addosso a varie altezze usando testate, pugni o calci.

## Accoglienza
La critica dei suoi tempi diede giudizi molto variabili a Viz. La versione ZX Spectrum debuttò al numero 2 nella classifica britannica di vendita di giochi a prezzo pieno, e mantenne la posizione anche il mese successivo.